# Melaleuca nesophila
Melaleuca nesophila är en myrtenväxtart som beskrevs av Ferdinand von Mueller. Melaleuca nesophila ingår i släktet Melaleuca och familjen myrtenväxter. Inga underarter finns listade i Catalogue of Life.

## Bildgalleri

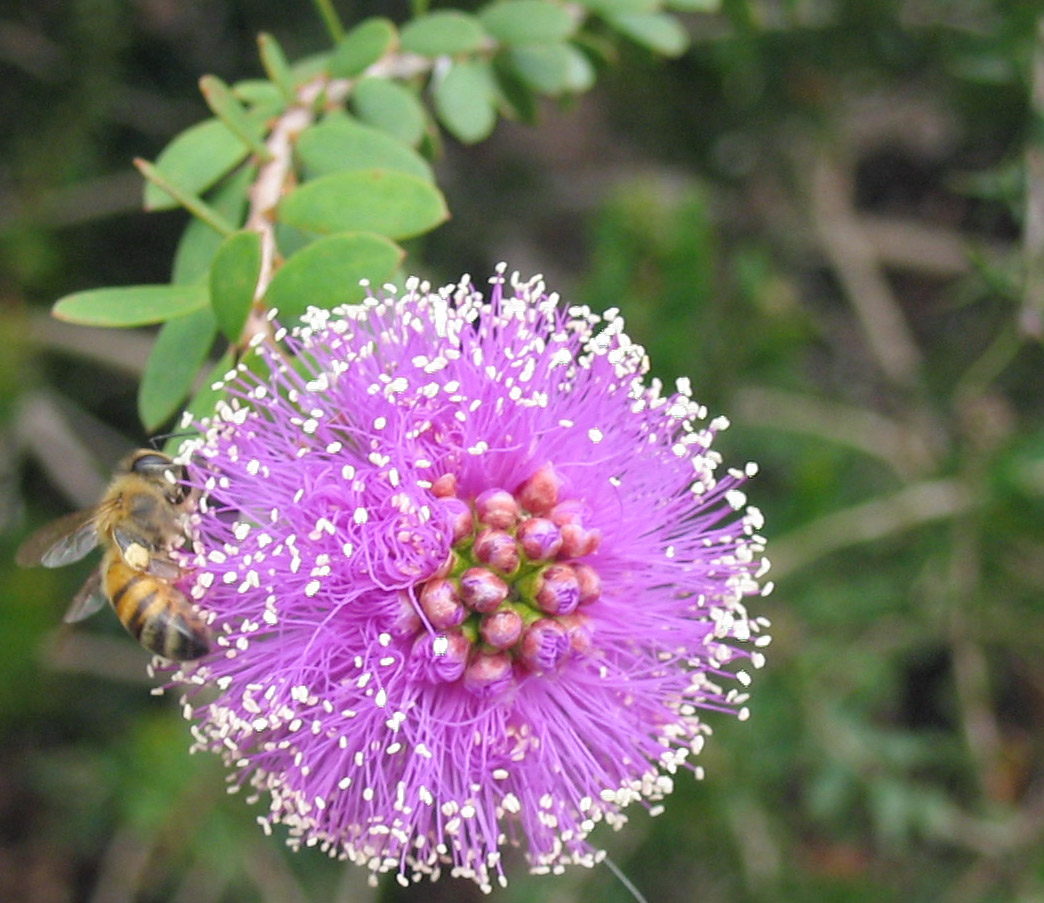
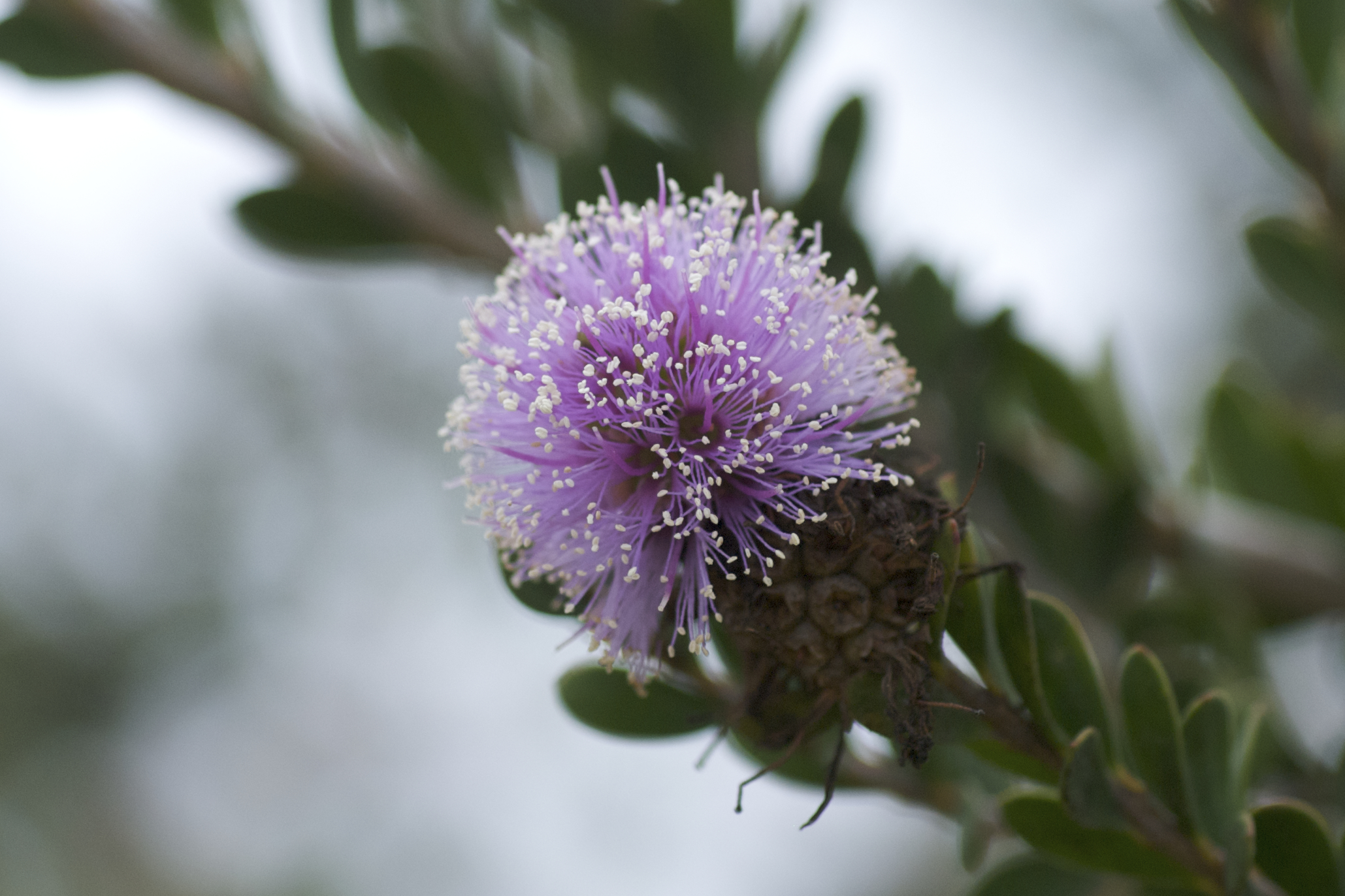
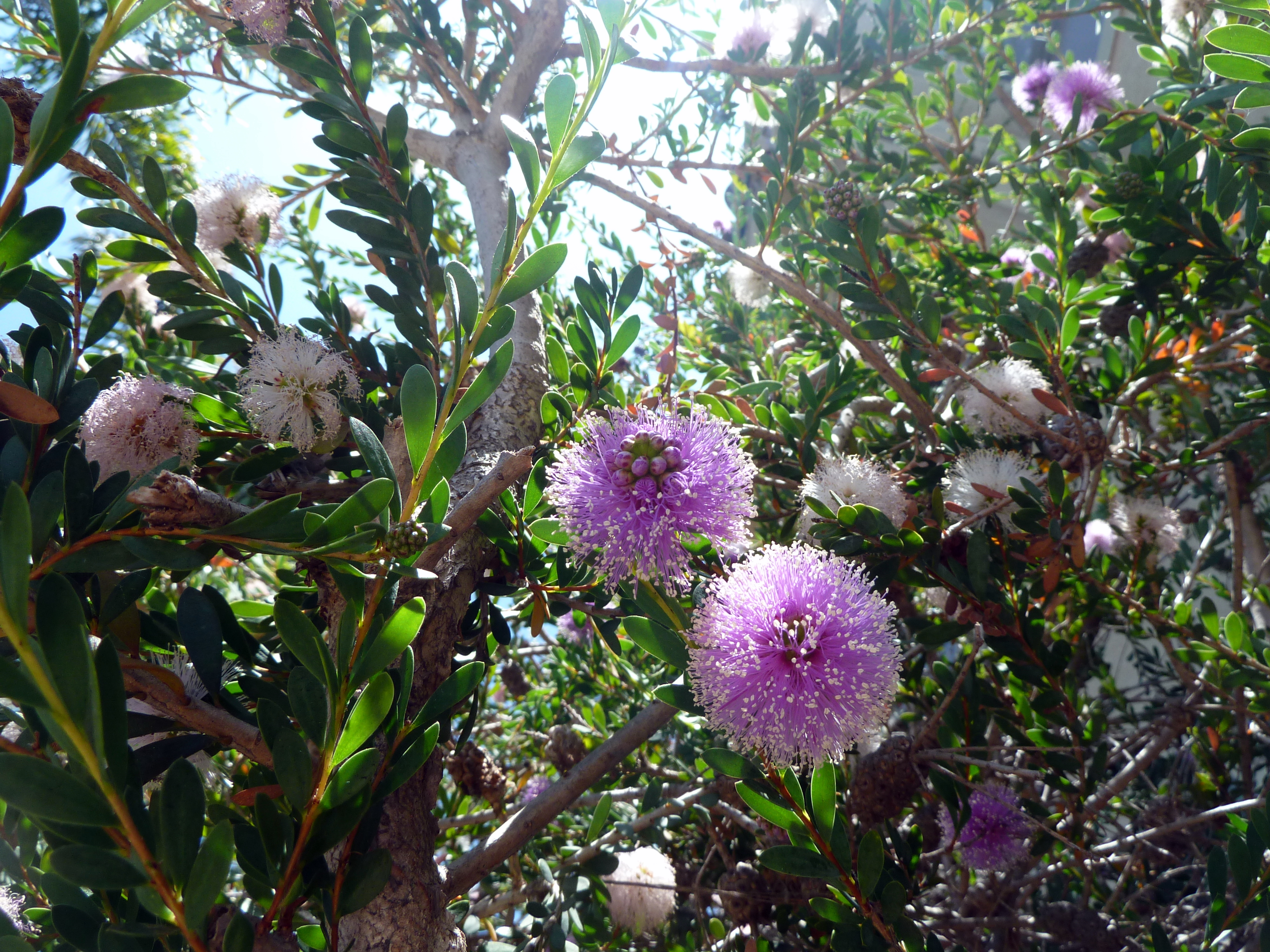